# Bahnstrecke Höganäs–Mölle
| Bahndamm der Strecke (2011), heute ein Fuß- und Fahrradweg. Im Hintergrund Mölle und der Kullaberg |                      |                                        |                                        |
| Endstation Mölle (1910) auf der Halbinsel Kullen |                      |                                        |                                        |
| Streckenlänge: | 10 km                |                                        |                                        |
| Spurweite: | 1435 mm (Normalspur) |                                        |                                        |
| Stromsystem: | 15 kV 16⅔ Hz ~       |                                        |                                        |
| |                      |                                        |                                        |
| \| \| 37,156 \| Mölle \| Mölle \| \| \| 33,910 \| Krapperup \| Krapperup \| \| \| 32,444 \| Nyhamnsläge \| Nyhamnsläge \| \| \| 30,248 \| Strandbaden \| Strandbaden \| \| \| 27.3 \| Höganäs nedre \| Höganäs nedre \| \| \| \| Hafenanschluss \| \| \| \| 26,937 \| Höganäs \| Höganäs \| \| \| 25.5 \| Höganäs övre (ursp. Höganäs) \| Höganäs övre (ursp. Höganäs) \| \| \| \| Bahnstrecke Åstorp–Höganäs nach Åstorp \| \| \| \| \| \| \| \| Quellen: [1] \| \| \| \| |                      |                                        |                                        |
| Kopfbahnhof Streckenanfang (Strecke außer Betrieb) | 37,156               | Mölle                                  | Mölle                                  |
| Bahnhof (Strecke außer Betrieb) | 33,910               | Krapperup                              | Krapperup                              |
| Bahnhof (Strecke außer Betrieb) | 32,444               | Nyhamnsläge                            | Nyhamnsläge                            |
| Bahnhof (Strecke außer Betrieb) | 30,248               | Strandbaden                            | Strandbaden                            |
| Bahnhof (Strecke außer Betrieb) | 27.3                 | Höganäs nedre                          | Höganäs nedre                          |
| Abzweig geradeaus und von rechts (Strecke außer Betrieb) |                      | Hafenanschluss                         | Hafenanschluss                         |
| Bahnhof (Strecke außer Betrieb) | 26,937               | Höganäs                                | Höganäs                                |
| Bahnhof (Strecke außer Betrieb) | 25.5                 | Höganäs övre (ursp. Höganäs)           | Höganäs övre (ursp. Höganäs)           |
| Strecke (außer Betrieb) |                      | Bahnstrecke Åstorp–Höganäs nach Åstorp | Bahnstrecke Åstorp–Höganäs nach Åstorp |
| |                      |                                        |                                        |
| Quellen: |                      |                                        |                                        |

Die Bahnstrecke Höganäs–Mölle (schwedisch Höganäs–Mölle Järnväg) (HMöJ) war eine etwa zehn Kilometer lange normalspurige Eisenbahnstrecke  in Skåne in Schweden. Sie wurde 1910 von privaten Investoren zwischen Höganäs und Mölle in Betrieb genommen.

## Geschichte
Die Bahnstrecke Höganäs–Mölle wurde 1910 erbaut, hauptsächlich, um Sommerfrischlern den Weg nach Mölle zu erleichtern. Bei den Investoren handelte es sich zum großen Teil um Hoteleigentümer in der Küstenregion des Kullen sowie um die Gemeinde Brunnby und die Stadt Helsingborg.
Ein Eisenbahn-Bauausschuss wurde im Januar 1905 gegründet. Seine Aufgabe war es, die notwendigen Geldmittel für den Bau zu beschaffen, sowie mit den Grundstückseigentümern entlang der Eisenbahntrasse zu verhandeln. Der Bau der Strecke begann am 1. Dezember 1908. Die geschätzten Kosten war 425.000 Kronen, in der Schlussrechnung betrugen die Gesamtkosten 700.000 Kronen.

## Betrieb
Die Strecke wurde mit einer großen Feier am 1. Mai 1910 eingeweiht. Die Fahrzeuge mietet die Gesellschaft von Statens Järnvägar (SJ) an. Die am häufigsten eingesetzten Dampflokomotiven waren die Baureihen Da und W. Die Strecke war im Sommer stark frequentiert. Die Gesellschaft kam jedoch schnell in finanzielle Schwierigkeiten, weil der Verkehr im restlichen Jahr gering war. Bereits im Spätherbst 1914 ging die Eisenbahngesellschaft in Liquidation. Der Verkehr wurde im Winter 1914/15 eingestellt und am 15. März 1915 wieder aufgenommen.
SJ lösten das Problem zur großen Erleichterung der ehemaligen Besitzer mit dem Kauf der gesamten Anlagen am 1. Januar 1920 für 360.000 Kronen. Die Strecke wurde 1937 elektrifiziert. Danach war die Baureihe D die häufigste Lok auf der Strecke. In den 1950er Jahren wurden die Züge durch Triebwagen des Typs Y6 ersetzt.

## Bahnhöfe
In Höganäs wurde der Verkehr von Anfang an ab Höganäs Nedre durchgeführt. Höganäs Centralstation wurde 1919 erbaut und der Hauptverkehr dorthin verlegt. Durch das so genannte Mölleporten, einem Viadukt über das Anschlussgleis der Höganäsbolaget, kam man nach Strandbaden. Dessen Bahnhofsgebäude sowie die der nächsten beiden Stationen hatten eine Zeltdachform. Die nächste Station war Nyhamnsläge, das Gebäude wurde abgerissen. In Nyhamnsläge führte ein Nebengleis zu Nyhamns Trävaruaffär, ein Holzverarbeiter und der einzige Betrieb, der die Eisenbahn nutzte. Die vorletzte Station war Krapperup, gebaut von Baron Gyllenstierna, dem Besitzer von Schloss Krapperup. Der Endbahnhof war Mölle, wo sich ein Ringlokschuppen mit Platz für zwei Lokomotiven befand. Davor war eine 15-Meter-Drehscheibe. Neben dem großen Bahnhofsgebäude gab es einen Güterschuppen und ein Postgebäude.

## Stilllegung
Der letzte Zug fuhr am 27. September 1963. Über diese Abschiedsfahrt existiert ein Film. Die Strecke wurde sofort abgebaut und der Bahndamm ist jetzt ein Fußgänger- und Radweg zwischen Höganäs und Mölle. Die Bahnhofsgebäude, mit Ausnahme in Nyhamnsläge, blieben erhalten. In Mölle nutzt ihn die Gemeindeverwaltung, das Nebengebäude beherbergt die Kunstgalerie Galleri Stationen. Die Gebäude sind renoviert. Reste der Beleuchtung und der Oberleitung sind noch vorhanden, ebenso ein Prellbock, das Fundament des Wasserkranes und die Reste des Lokschuppens.

## Bildergalerie

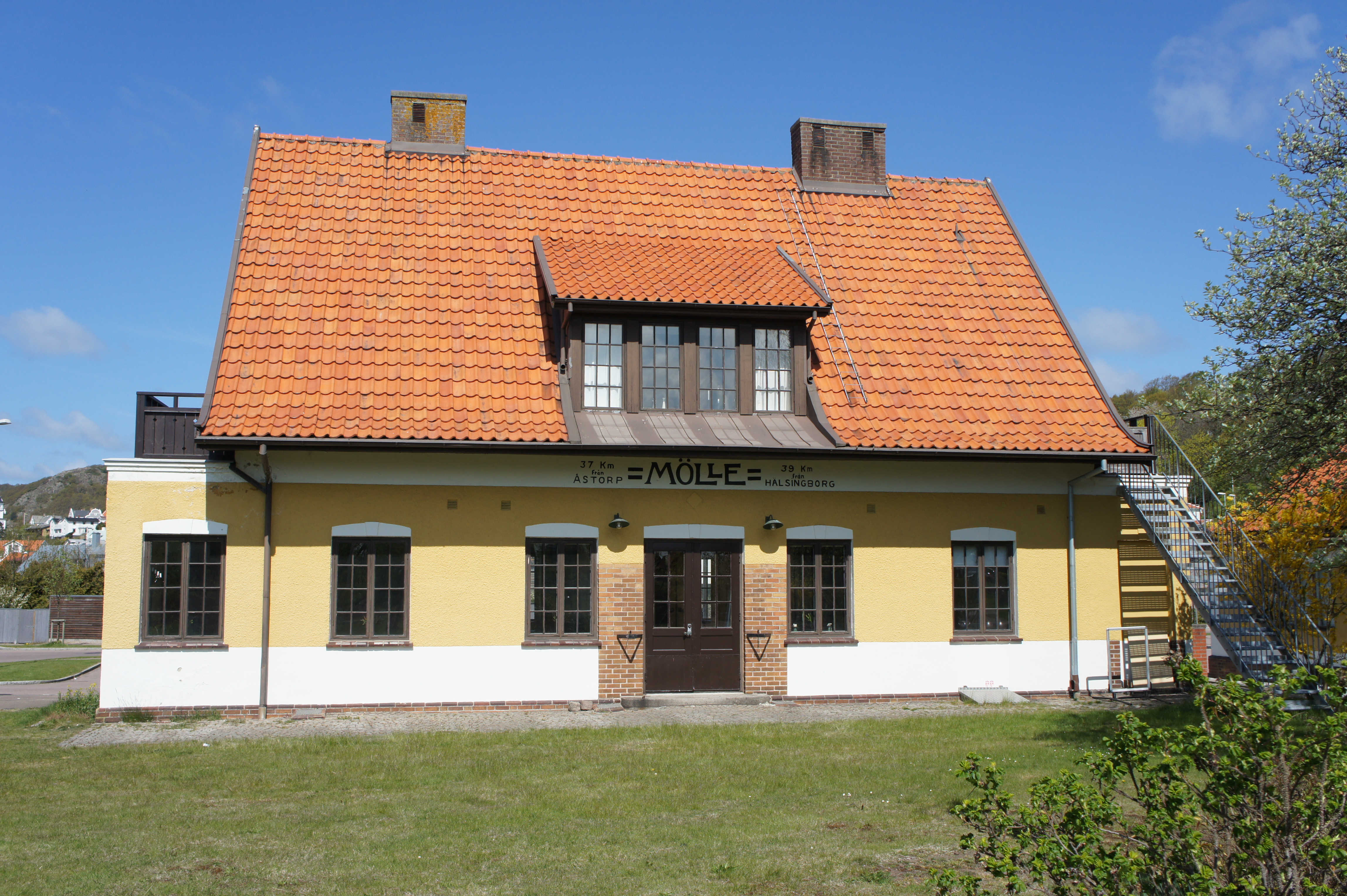
Bahnhof in Mölle (2011)
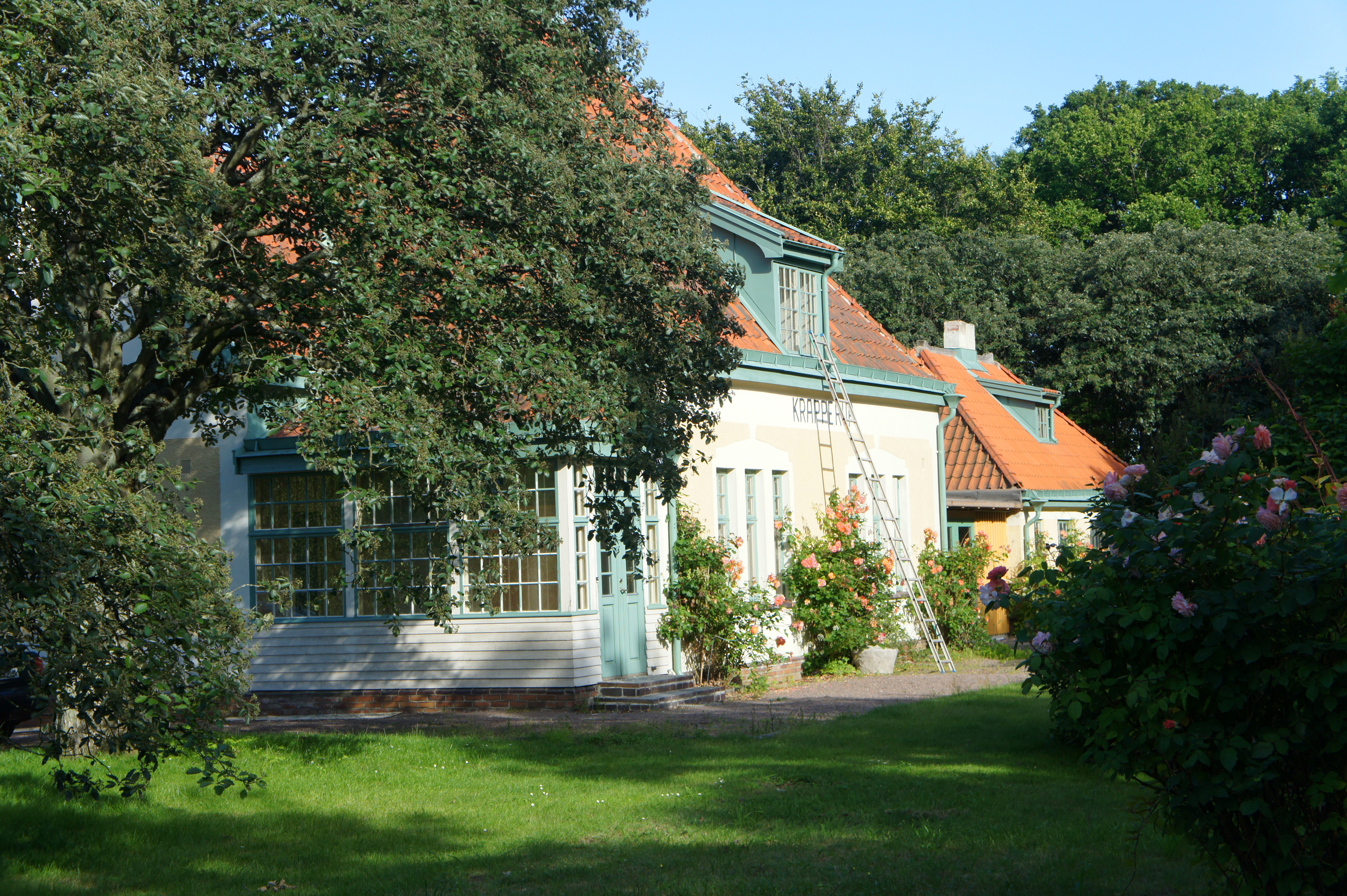
Bahnhof Krapperup (2011)
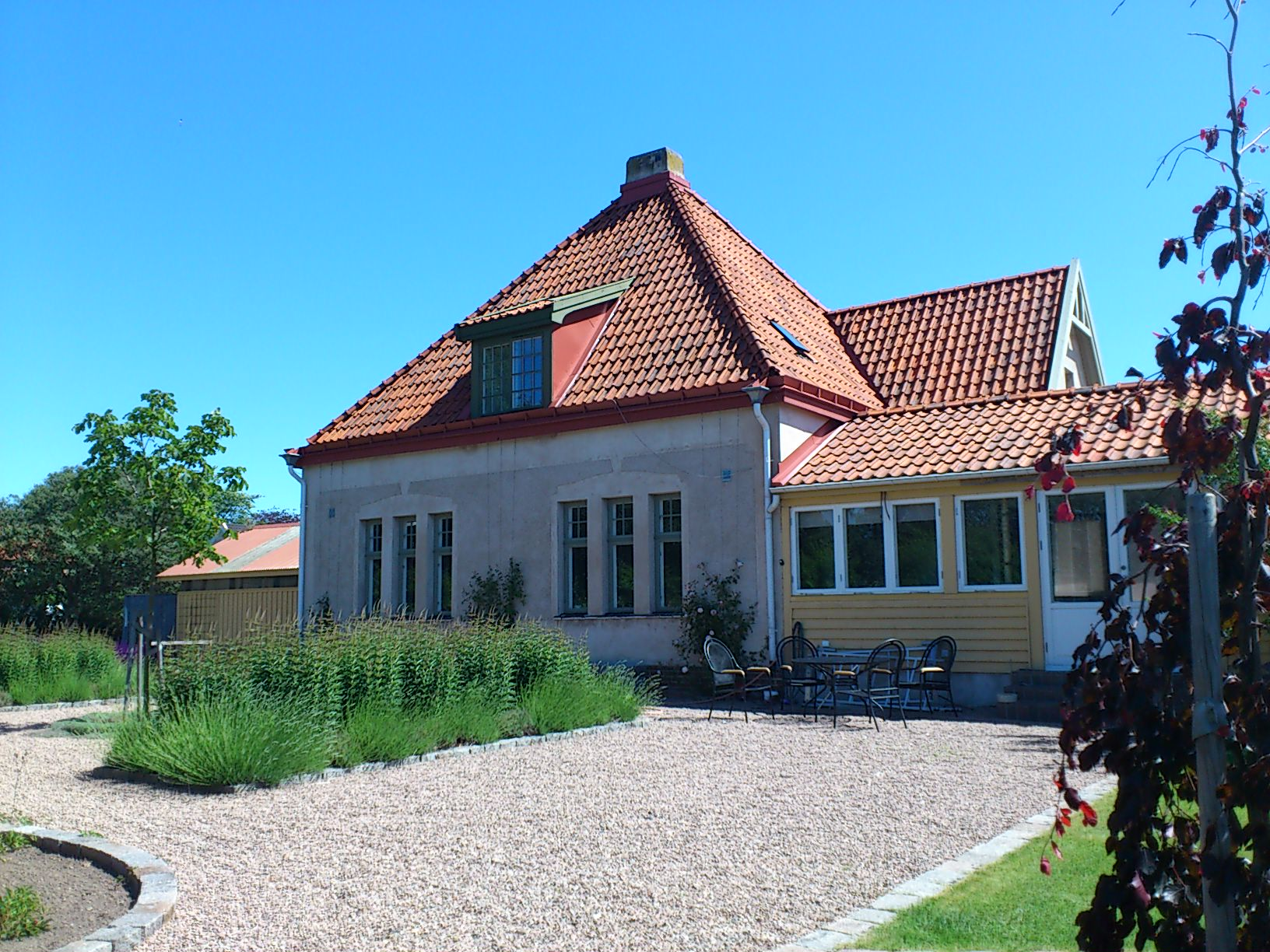
Bahnhof Strandbaden (2011)
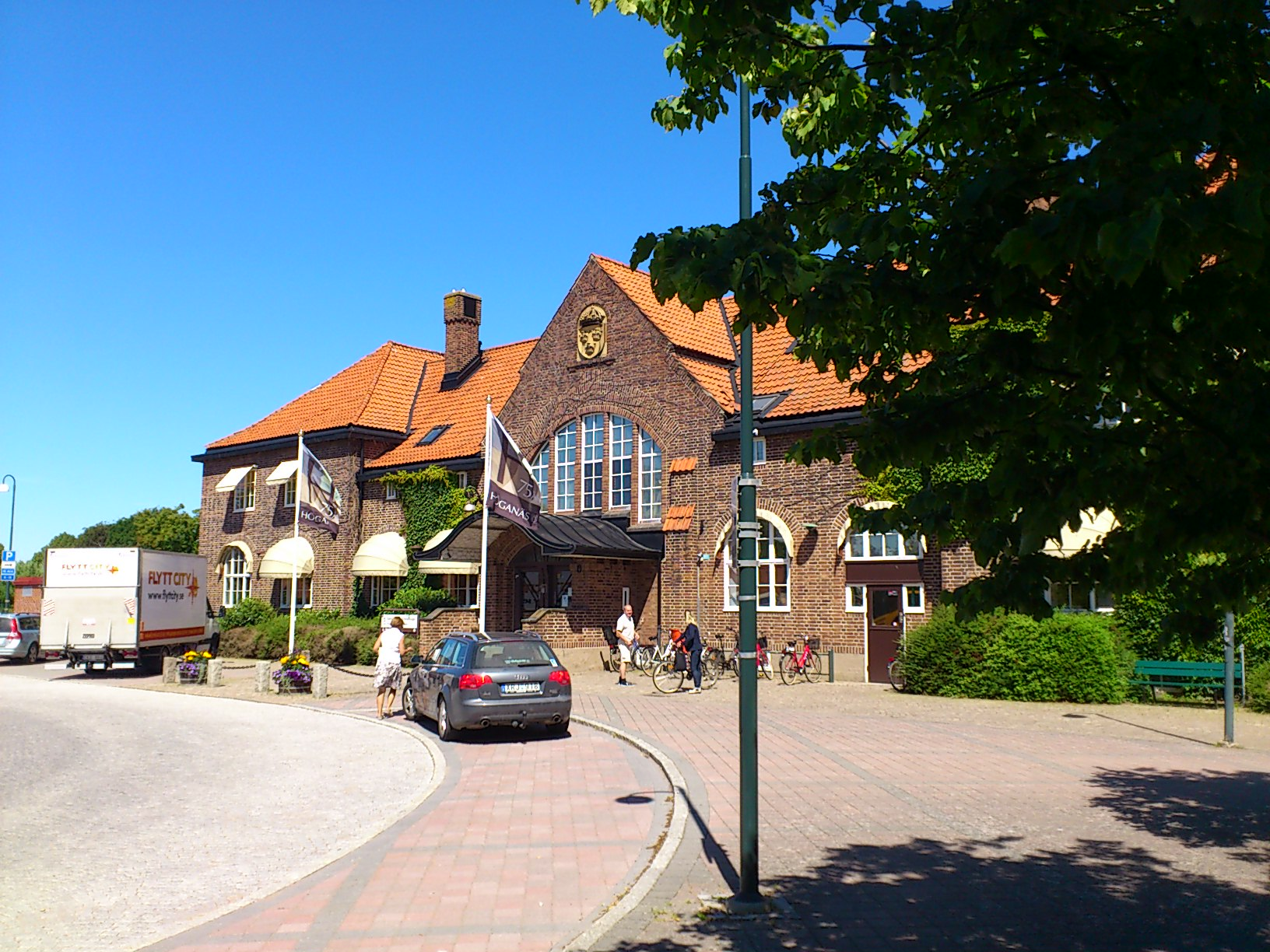
Bahnhof Höganäs (2011)
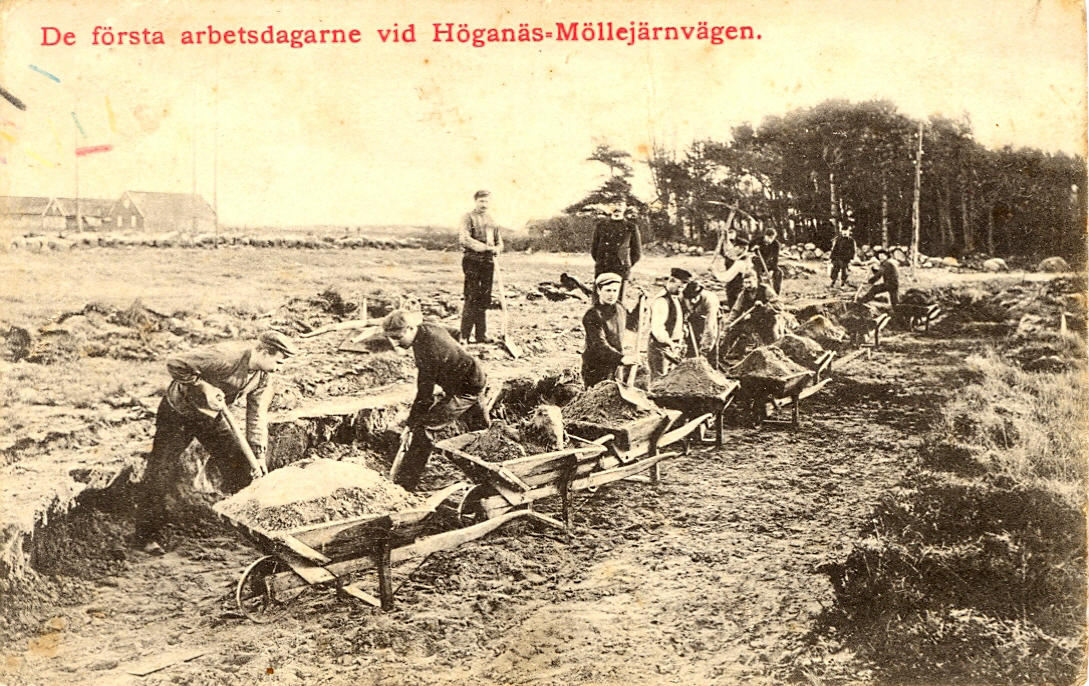
Bau der Möllebana (Dezember 1908)
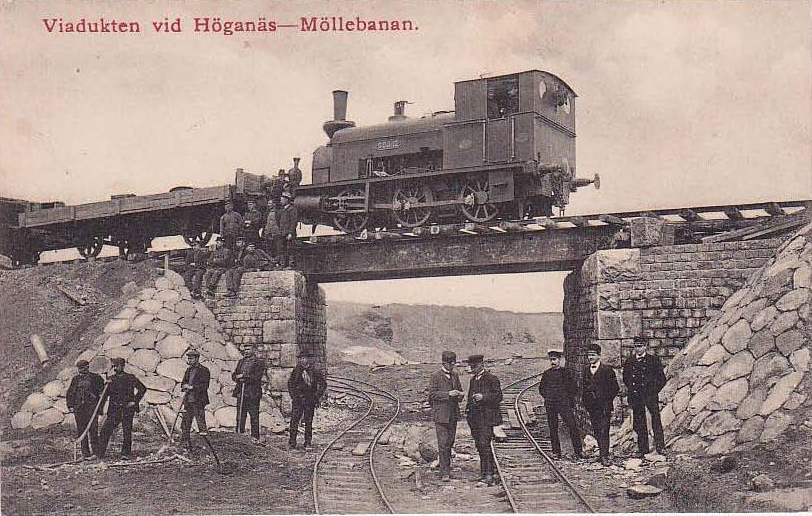
Mölleporten in Höganäs (etwa 1910)
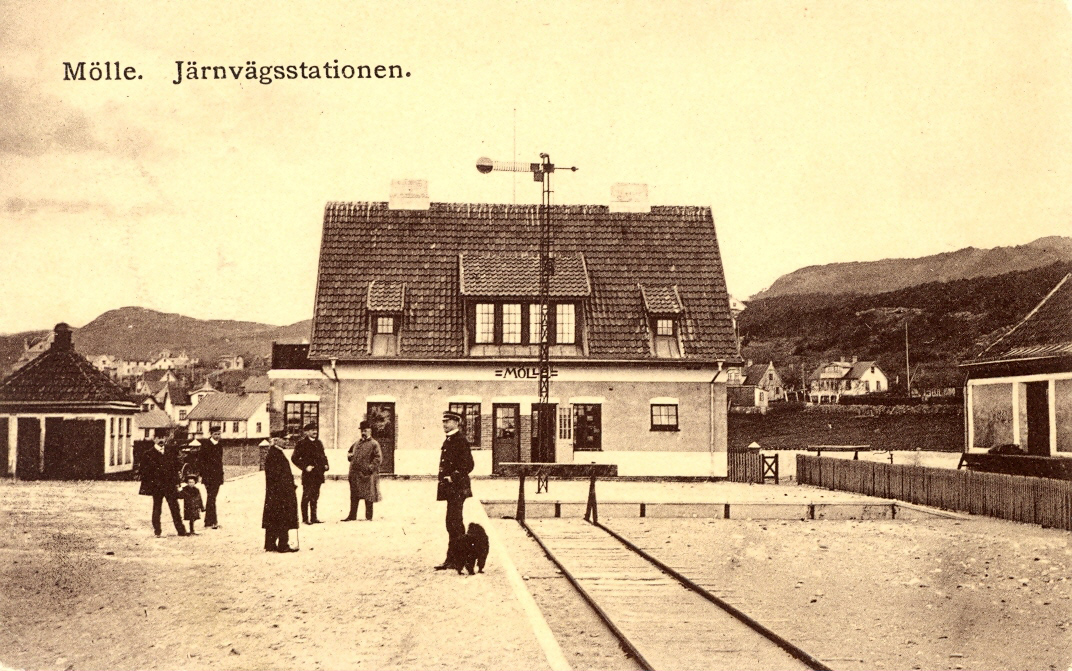
Bahnhof Mölle (1910)
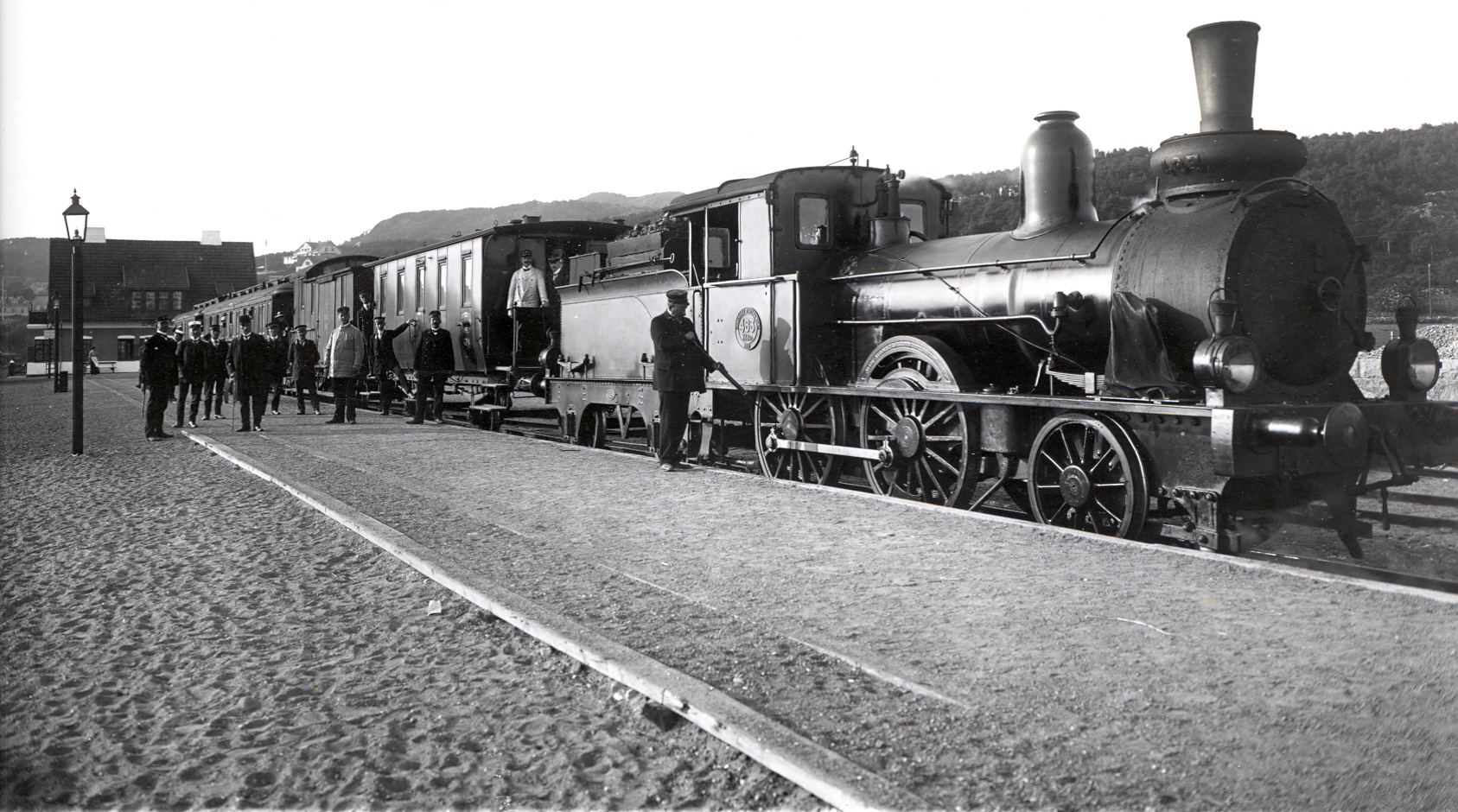
Dampflok VKBa2 Nr. 483 in Mölle (etwa 1910)

## Video
- Berndt Månsson, Gunnar Gunnarsson: Sista tåget till Mölle 1910–1963; B-M Produktion Helsingborg 2003